# Јахја Синвар
Јахја Ибрахим Хасан Синвар (арап. يحيى ابراهيم حسن السنوار; Хан Јунис, 29. октобар 1962 — Рафа, 16. октобар 2024) био је палестински политичар. Од августа 2024. до смрти у октобру 2024. године обављао је функцију председника Политичког бироа Хамаса, након што је Израел извршио атентат на Исмаила Ханијеа. Један је од најпознатијих вођа отпора Палестинаца против Израела, док су га Сједињене Америчке Државе прогласиле за терористу.
Погинуо је у окршају са израелским снагама у Рафи 16. октобра 2024. године.

## Младост и образовање
Рођен је у избегличком кампу у Хан Јунису у Појасу Газе под управом Египта у породици која је протерана из Ашкелона током Палестинског рата 1948. Дипломирао је на Исламском универзитету у Гази. Његов млађи брат Мохамед је један од војних команданата Хамаса.

## Ране активности и робија
Први пут је ухапшен 1982. године због субверзивних активности и провео је неколико месеци у затвору у Фари где је упознао друге палестинске активисте.
Поново је ухапшен 1985. године. Након што је пуштен, основао је организацију која је, између осталог, идентификовала и лоцирала палестинске колаборанте са Израелом. Та организација је 1987. године постала Хамасова „полиција”. Синварово убијање осумњичених колабораната заслужно је за његов надимак „месар Хан Јуниса”.
Године 1988. Синвар је организовао киднаповање два израелска војника и убиство 4 Палестинца осумњичена за сарадњу са Израелом. Ухапшен је у фебруару исте године и признао да је сам убио 4 жртве. Осуђен је на 4 доживотне казне 1989. године. Из затвора је наставио да наређује убиства колабораната. Више пута је покушао да побегне из затвора, укључујући и путем тунела испод затвора.
Боравак у затвору га је трансформисао и унапредио његове лидерске способности. Научио је хебрејски и интензивно пратио израелске вести како би што боље разумео свог непријатеља. Преводио је биографије бивших директора Шин Бета са хебрејског на арапски и делио их саборцима зарад учења контратерористичких тактика. Током боравка у затвору, прошао је кроз 15 курсева Отвореног универзитета Израела, углавном историјске и политичке теме. У затворе је био вођа (емир) притворених припадника Хамаса. Остао је скроман, делио задужења са осталим затвореницима и правио им колаче.
У затвору је оболео од тумора мозга који су му успешно одстранили израелски хирурзи.
Ослобођен је у размени затвореника 2011. године у замену за израелског војника Гилада Шалита. Одиграо је кључну улогу у преговорима. Убрзо је именован на позицију у рангу Хамасовог министра одбране. У новембру 2012. године, током сукоба у Гази, састао се са иранским генералом Касемом Сулејманијем.

## Вођа Хамаса у Појасу Газе (2017—2024)
У фебруару 2017. године именован је за вођу Хамаса у Појасу Газе, наследивши Исмаила Ханијеа. Успотавио је Хамасов административни комитет за Појас Газе и противо се подели власти са Палестинском управом из Рамале. Противио се било каквом споразуму и договору са Израелом и залагао за употребу силе против израелских власти. Успоставио је боље односе и сарадњу са Хезболахом и Ираном.
У децембру 2020 године тестирао се позитивно на Ковид 19.
Дана 15. маја 2021. године, изралеско ратно ваздухопловство је бомбардовало Синваров дом у Хан Јунису. Након напада, Синвар је шетао улицама Газа и изазвао министра одбране Бенија Ганца да изврши атентат на њега.
У јесен 2022. године, Хамас је почео да планира изненадни напад на Израел. Синвар је покушавао да убеди Иран и Хезболах да учествују у нападу на Израел са циљем колапса Израела.

### Рат Израела и Хамаса
Хамас је извршио напад и упад у Израел 7. октобра 2023. године под вођстом Синвара и Мохамеда Дејфа. Ово је био најсмртоноснији напад против Израела у његовој историји и овим чином је покренут рат Израела и Хамаса. У нападу је страдало 1.200 људи, а 240 људи узето за таоце. Након напада, Европска унија је Синвару увела санкције због тероризма. Постао је главна мета израелских атентата. Израелске обавештајне службе су процениле да се Синвар крије у подземним тунелима испод Газе и да користи таоце као људски штит.
Дана 20. маја 2024. године, Карим Кан, тужилац Међународног кривичног суда, објавио је своју намеру да поднесе захтев за издавање налога за хапшење Синвара због ратних злочина и злочина против човечности, у оквиру истраге МКС-а у Палестини. Дана 3. септембра 2024. године, Министарство правде САД подигло је кривичну пријаву против Синвара због његове улоге у нападу на Израел 7. октобра. Оптужбе укључују заверу ради пружања материјалне подршке страној терористичкој организацији и заверу за убиство америчких држављана.

## Председник Политичког бироа Хамаса (2024)
Након израелског атентата на Исмаила Ханијеа 31. јула 2024. године, Синвар је именован за новог свеопштог вођу Хамаса, као и за председника Политичког бироа Хамаса. Савет Шура је једногласно изгласао његово именовање.
У септембру 2024. године, Војно-обавештајни директорат Израела је објавио да су започели истрагу Синварове потенцијалне смрти у ваздушном нападу. У октобру Синвар је поново успоставио контакт са делегацијом Хамаса у Катару.
Синвару је понуђена прилика да напусти Газу и оде на безбедно у Египат, у замену за то што би Египту дао овлашћење да преговара о прекиду ватре у име Хамаса. Синвар је то одбио, рекавши арапским посредницима да је он на палестинском тлу. Синвар је препоручио да, у случају његове смрти, Хамас именује веће лидера који ће управљати транзицијом након његове смрти.

## Смрт
Погинуо је у окршају са припадницима Израелских одбрамбених снага у Рафи 16. октобра. Наредног дана, ДНК анализа је потврдила његову смрт. Синварово тело је пронађено обучено у војничку униформу, са аутоматском пушком АК-47 у рукама.
Премијер Бенјамин Нетанјаху је изјавио да је Синварова смрт означила почетак нове ере без Хамасове владавине Газом, позивајући грађане Газе да искористе прилику да се ослободе тираније, и додао да ће они који држе таоце бити поштеђени ако се предају и ослободе их.

## Лични живот
Оженио је 18 година млађу Самар Мухамад Абу Замар 2011. године. Имао је троје деце. Његова супруга има мастер диплому из теологије са Исламског универзитета у Гази. Поред матерњег арапског говорио је и хебрејски. Синвар је био хафиз, односно напамет познавао цео Куран.

## Дела
- Трн и каранфил, 2004